# Obereopsis curta
Obereopsis curta là một loài bọ cánh cứng trong họ Cerambycidae.